# Campeonato Maldivo de Futebol - Terceira Divisão
O Maldivian Third Division Football Tournament, ou simplesmente, FAM 3nd Division, é competição de futebol das Maldivas que corresponde à terceira divisão nacional do país.

## Formato

### Fase de grupos
A primeira fase é formada por 14 clubes divididos em quatro grupos. Avança para a próxima fase oito equipes, sendo duas equipes da cada grupo.

### Quartas de final
Nesta fase, o primeiro colocado do Grupo A enfrenta o segundo colocado do Grupo D,
enquanto o primeiro colocado do Grupo B enfrenta o segundo colocado do Grupo C, já 
o primeiro colocado do Grupo C enfrenta o segundo colocado do Grupo B,
e o primeiro colocado do Grupo D enfrenta o segundo colocado do Grupo A. Das oito equipes que disputam essa fase, apenas quatro se classificam para a próxima fase.

### Semi-fimais
Nesta fase, o vencedor do jogo 1 da fase anterior enfrenta o vencedor do segundo jogo, enquanto o vencedor do jogo 3 enfrenta o vencedor do jogo 4. Classificando duas equipes para a grande final da competição.

### Final
Aqui, os dois vencedores das semi-finais se enfrentam em jogo único e o vencedor recebe o título de campeão do certame.

## Promoção
Regularmente as duas melhores equipes da competição são promovidas para a divisão superior. No entanto, já houve vezes em que mesmo sendo campeãs da competição as equipes não voram promovidas.